# 橘攸奈
橘攸奈（英語：Yunai）是位聯合報系遊戲角落小編兼職的臺灣虛擬YouTuber。2025年5月14日首次在YouTube出道，直播內容以雜談為主。

## 角色設定
橘攸奈的立繪由臺灣繪師席克斯ROKU繪製，Live2D則是由流羽ろろ和Red Soda負責。人設為10月26日出生的聯合報系遊戲角落小編，種族為精油薰陶遊戲角落精神體後所誕生的人型態，精神年齡為24歲，外型活潑、語速明快，身穿白色吊帶褲與橘色外套，粉絲名為「橘飯」。橘攸奈也略懂英語、義大利語、粤語，日語則為空耳。遊戲角落其他的小編油依和希洛分別以魷魚和色貓的Live2D形象登場。

## 經歷
聯合報系的遊戲角落曾在2024年愚人節以自家VTuber出道為玩笑哏企劃與讀者互動。直到2025年的愚人節，橘攸奈首次正式亮相，並宣布她於民國114年（2025年）5月14日19時19分在YouTube上進行初配信。直播內容以雜談為主，以及角落橘光燈企劃的專訪ACG玩家與創作者的長影片。截止至2025年7月16日，橘攸奈的頻道訂閱數突破2萬，並推出紀念周邊套組。

### 合作企劃
由台灣YouTuber大家好我是奶哥所舉辦的伺服器活動企劃「OHO（Only High Objectives）」中，邀請橘攸奈、杏仁嚕、真理果等多位遊戲YouTuber和VTuber在2025年7月14日至31日參加大型遊戲《腐蝕Rust》「天堂島」企劃進行生存挑戰。

## 延伸閱讀
- 王琳茱、韋麗文、楊惠君、吳冠伶、王崴漢. . 少年報導者. 2025-07-09  [2025-07-13]. （原始内容存档于2025-07-13） （中文（臺灣））.

## 外部連結
- 橘攸奈的X（前Twitter） （繁體中文）（Archive.today的存檔，存档日期2025-07-12）
- 橘攸奈的Twitch频道 （繁體中文）（Archive.today的存檔，存档日期2025-07-12）
- 遊戲角落的官方網站 （繁體中文）（页面存档备份，存于）
- 遊戲角落的Facebook專頁 （繁體中文）（Archive.today的存檔，存档日期2024-12-12）